# Mehmet Sedef
Mehmet Seyfettin Sedef (* 5. August 1987 in Kilis) ist ein türkischer Fußballspieler.

## Karriere

### Verein
Mehmet Sedef wurde in der Provinz Kilis geboren und zog später mit seiner Familie in die Metropole Istanbul. Hier erlernte er das Fußballspiel in der Jugend des renommierten Istanbuler Topklubs Beşiktaş Istanbul. Im März 2005 unterschrieb er mit seinem Verein ein Profivertrag und nahm neben seiner Tätigkeit bei der zweiten Auswahl auch regelmäßig am Training der Profimannschaft teil. Er gehörte vier Spielzeiten zum Kader der Profimannschaft und kam sporadisch immer wieder zum Einsatz. Die Saison 2008/09 verbrachte er auf Leihbasis beim Zweitligisten Altay Izmir und die darauffolgende Saison ebenfalls auf Leihbasis bei Çaykur Rizespor.
Am Ende der Saison 2009/10 endete sein Vertrag mit Beşiktaş und er wechselte zur neuen Saison zum Aufsteiger Konyaspor. Zum Saisonende konnte er mit seinem Verein den Klassenerhalt nicht schaffen. So wechselte Sedef innerhalb der Liga zu Gençlerbirliği Ankara.
Zur Winterpause der Rückrunde 2012/13 verließ er Gençlerbirliği und wechselte zum Ligakonkurrenten Antalyaspor. Nachdem Antalyaspor zum Sommer 2014 den Klassenerhalt der Süper Lig verfehlt hatte, ging Sedef mit diesem in die TFF 1. Lig. Hier wurde er mit seinem Klub Play-off-Sieger der Liga und erreichte so den direkten Wiederaufstieg in die Süper Lig. Trotz dieses Erfolges löste er seinen noch ein Jahr gültigen Vertrag mit gegensätzlichen Einvernehmen auf.
Nach der Vertragsauflösung mit Antalyaspor wechselte Sedef zum Erstligisten Gaziantepspor. Nach einer halben Spielzeit wechselte er im Frühjahr 2016 zum Zweitligisten Adanaspor. Mit diesem Verein beendete er die Saison als Zweitligameister und stieg damit in die Süper Lig auf. An dem zweiten Erstligaaufstieg seiner Karriere war er mit 13 Ligaspieleinsätzen beteiligt. Nach dem Aufstieg wurde sein Vertrag nach gegenseitigem Einvernehmen aufgelöst und Sedef an den Istanbuler Zweitligisten Ümraniyespor abgegeben. Im Sommer 2018 wechselte er innerhalb der Liga zum Aufsteiger Afjet Afyonspor.

### Nationalmannschaft
Mehmet Sedef durchlief über die Jahre die türkische U-19- und U-20-Nationalmannschaften.

## Erfolge
Mit Beşiktaş Istanbul
- Türkischer Vizemeister: 2006/07
- Türkischer Pokalsieger: 2005/06, 2006/07
- Türkischer Supercupsieger: 2006

Mit Antalyaspor
- Playoff-Sieger der TFF 1. Lig und Aufstieg in die Süper Lig: 2014/15

Mit Adanaspor
- Meister der TFF 1. Lig und Aufstieg in die Süper Lig: 2015/16